# Reigate
Reigate – miasto w Wielkiej Brytanii, w Anglii, w hrabstwie Surrey. W 2001 roku miasto to zamieszkiwało 21 820 osób.